# Butterwick (Foxholes)
Butterwick – wieś w Anglii, w hrabstwie North Yorkshire, w dystrykcie (unitary authority) North Yorkshire. Leży 44 km na północny wschód od miasta York i 292 km na północ od Londynu. W 1931 roku civil parish liczyła 77 mieszkańców. Butterwick jest wspomniana w Domesday Book (1086) jako Buturid.